# Heinrich von Opel
Heinrich Adam Opel (a partir de 1917 von Opel; Rüsselsheim, 22 de setembro de 1873 — Mainz, 25 de maio de 1928) foi um fabricante e proprietário da Opel.

## Vida
Seu pai, Adam Opel, fundou a empresa familiar como fabricante de máquinas de costura em Rüsselsheim em 1862 , mas posteriormente expandiu o grupo para fabricante de bicicletas. Após a morte de seu pai em 1895, seus cinco filhos assumiram a empresa. Em 1898, Wilhelm e seu irmão Fritz trouxeram a empresa para a indústria automotiva com a compra da pequena fábrica de Lutzmann em Dessau. Heinrich Opel adquiriu o Castelo Westerhaus em 4 de outubro de 1900.
Heinrich e seu irmão Wilhelm foram nomeados conselheiros particulares pelo último Grão-Duque Ernst Ludwig em Darmstadt em 13 de março de 1917, e ao mesmo tempo elevados à nobreza do Grão-Ducal Hesse. Seu irmão Carl foi elevado à nobreza em 17 de janeiro de 1918 e nomeado conselheiro particular em 7 de março.

Heinrich von Opel está enterrado no mausoléu da Opel em Rüsselsheim am Main.